# 3-я Крымская моторизованная дивизия
3-я Крымская моторизованная дивизия — воинское соединение Вооружённых сил СССР в Великой Отечественной войне

## История
Дивизия формировалась с 20 августа 1941 года в Симферополе в районе современной улицы Героев Сталинграда Архивировано 25 августа 2011 года.. В состав дивизии вошел 5-й танковый полк из 10 танков Т-34 и 56 малых плавающих танков Т-37 и Т-38. Экипажи танков Т-34 были кадровыми, а у Т-37 и Т-38 укомплектовывались из рабочих Симферопольских заводов.
П. И. Батов писал: "Из так называемых крымских дивизий быстро выделилась своей сколоченностью 172-я. Под руководством полковника И. Г. Тороппева она росла как на дрожжах. Это был опытный командир, умница, учил солдат именно тому, что нужно им в бою. У него были хорошо подготовленные командиры полков — И. Ф. Устинов и П. М. Ерофеев. Дивизия создавалась как мотомеханизированное соединение, поэтому в ней кроме стрелковых был танковый полк. Славный 5-й танковый полк!.. Наименование этой воинской части и фамилию ее командира майора С. П. Баранова надо бы золотыми буквами вписать в историю обороны Крыма."
Во время формирования несла обязанности противодесантной обороны в районе Симферополя.
В сентябре-октябре дивизия участвовала в обороне Крыма.
26 сентября 1941 года первый эшелон дивизии (13-й мотострелковый полк) прибыл под Перекоп и сразу же ввязался в бой, наступая вместе с частями 271-й стрелковой дивизии в направлении северной окраины Армянска, однако к концу дня был отброшен на исходные и отведён к селу Будановка, где сосредоточился 5-й танковый полк.
С утра 27 сентября 1941 года в поддержку контрудара мобильной группы П. И. Батова на Армянск 13-й мотострелковый и 5-й танковый полки атаковали в направлении села Волошино и села Суворово. В бою овладев сёлами, полки начали развивать наступление на рубеж западнее Армянска.
Второй эшелон дивизии только 27 сентября 1941 года получил приказ грузиться на станции Симферополь и прибыл в район боёв вечером 28 сентября.
В течение дня 28 сентября 1941 года велись встречные бои между Армянском и Перекопским валом, а танковыми частями и севернее вала, где, перехватив дорогу Архивировано 25 августа 2011 года. Чаплинка — Армянск, они продвигались в направлении Червоний чабан.
С 27 по 29 сентября 1941 года в ходе контрудара подвижной группы Батова Армянск неоднократно переходил из рук в руки, но 29 сентября 1941 года полки были вынуждены отступить восточнее Армянска.
После получения приказа командующего 51-й армией генерала Ф. И. Кузнецова дивизия выступила в арьергарде отступающих войск армии и заняла оборону по реке Чатырлык и далее по южному берегу Каркинитского залива. Этот рубеж рассматривался как вторая линия обороны Ишуньских позиций.
10 октября 1941 года дивизия была переформирована в 172-ю стрелковую дивизию по общевойсковой нумерации.

## Состав
- 3-й мотострелковый[4] полк
- 5-й мотострелковый[4] полк
- 13-й мотострелковый[4] полк
- 5-й танковый полк
- 1-й артиллерийский полк
- 45-й отдельный истребительно-противотанковый дивизион
- 27-й отдельный зенитный артиллерийский дивизион
- 12-я рота регулирования
- 36-й сапёрный батальон
- 9-й отдельный батальон связи
- 54-й взвод дегазации
- 704-я полевая касса Госбанка[5]
- 448-я полевая почтовая станция[6]

## Подчинение
| Дата            | Фронт (округ) | Армия      | Корпус (группа) | Примечания |
| --------------- | ------------- | ---------- | --------------- | ---------- |
| 01.09.1941 года | -             | 51-я армия | -               | -          |
| 01.10.1941 года | -             | 51-я армия | -               | -          |

## Командиры дивизии
- Торопцев, Иван Григорьевич, полковник, — (20.08.1941 — 06.10.1941)
- Ласкин, Иван Андреевич, полковник — (06.10.1941 — 10.10.1941).